# Majzas
Il Majzas (in russo Майзас?) è un fiume della Russia siberiana occidentale, affluente di destra della Tara. Scorre nel Kyštovskij rajon dell'oblast' di Novosibirsk. Appartiene al bacino dell'Irtyš.
Nasce dalle paludi di Vasjugan; scorre con direzione prevalentemente sud-occidentale e meridionale nel basso corso. Confluisce nella Tara a 383 km dalla foce. La sua lunghezza è di 168 km e il suo bacino è di 1 490 km².